# Liste des lieux-dits du comté de Gloucester
Voici la liste des hameaux et lieux-dits du comté de Gloucester. Cette liste est destinée à accueillir tous les lieux-dits et hameaux du comté de Gloucester, au Nouveau-Brunswick, de manière à les situer dans leur municipalités respectives. Les archives provinciales du Nouveau-Brunswick recensent 340 lieux, auxquels s'ajoutent quelques-uns recensés par des chercheurs comme William Francis Ganong.
- Haut – A
- B
- C
- D
- E
- F
- G
- H
- I
- J
- K
- L
- M
- N
- O
- P
- Q
- R
- S
- T
- U
- V
- W
- X
- Y
- Z

| Nom                        | Gouvernement local                   | Localisation         | Type                                                  |
| -------------------------- | ------------------------------------ | -------------------- | ----------------------------------------------------- |
| Agapit                     | Chaleur (district rural)             | ?                    | village fantôme                                       |
| Alcida                     | Belle-Baie                           | 47° 46′ N, 65° 50′ O | hameau                                                |
| Alcida-et-Dauversière      | Belle-Baie                           | 47° 46′ N, 65° 50′ O | hameau, ancienne autorité taxatrice                   |
| Alderwood                  | Tracadie                             | 47° 31′ N, 65° 00′ O | hameau                                                |
| Allardville                | Chaleur (district rural)             | 47° 28′ N, 65° 29′ O | Ancien DSL                                            |
| Allardville-Est            | Hautes-Terres                        | 47° 30′ N, 65° 23′ O | hameau                                                |
| Allardville-Sud            | Chaleur (district rural)             | 47° 25′ N, 65° 28′ O | regroupé à Daulnay                                    |
| Anderson Settlement        | Belledune                            | 47° 54′ N, 65° 49′ O | regroupé à Belledune                                  |
| Anse-Bleue                 | Rivière-du-Nord                      | 47° 50′ N, 65° 05′ O | Ancien DSL                                            |
| Baie-du-Petit-Pokemouche   | Shippagan                            |                      | ancien DSL                                            |
| Bartibog Station           | Chaleur (district rural)             | 47° 17′ N, 65° 37′ O | village fantôme                                       |
| Bas-Caraquet               | Caraquet                             | 47° 48′ N, 64° 50′ O | Village                                               |
| Bas-Pokemouche             | Caraquet                             | 47° 39′ N, 64° 52′ O | regroupé à South River                                |
| Basin Road                 | Bathurst                             | 47° 36′ N, 65° 40′ O | regroupé à Middle River                               |
| Bass River                 | Bathurst                             | 47° 39′ N, 65° 35′ O | hameau                                                |
| Bathurst                   | Bathurst                             | 47° 36′ N, 65° 39′ O | cité                                                  |
| Bathurst, paroisse de      | Bathurst, Belle-Baie, Chaleur        |                      | paroisse civile, ancien DSL                           |
| Bathurst-Bassin            | Bathurst                             | 47° 37′ N, 65° 40′ O | regroupé à Bathurst-Sud                               |
| Bathurst-Est               | Bathurst                             | 47° 37′ N, 65° 37′ O | quartier                                              |
| Bathurst-Extérieur         |                                      |                      | ancienne autorité taxatrice                           |
| Bathurst-Mines             | Chaleur (district rural)             | 47° 25′ N, 65° 48′ O | hameau                                                |
| Bathurst-Ouest             | Bathurst                             | 47° 37′ N, 65° 40′ O | quartier                                              |
| Bathurst-Station           | Bathurst                             | 47° 37′ N, 65° 41′ O | regroupé à Bathurst                                   |
| Bathurst-Sud               | Bathurst                             | 47° 36′ N, 65° 40′ O | quartier                                              |
| Bathurst-Village           | Bathurst                             | 47° 37′ N, 65° 40′ O | regroupé à Bathurst-Ouest                             |
| Bay Road                   | Tracadie                             | 47° 37′ N, 64° 52′ O | regroupé à Six Roads                                  |
| Bear Landing               | Tracadie                             | 47° 21′ N, 65° 19′ O | lieu-dit                                              |
| Beaubois                   | Hautes-Terres                        | 47° 31′ N, 65° 18′ O | regroupé à Saint-Sauveur                              |
| Belledune                  | Belledune                            | 47° 54′ N, 65° 49′ O | village                                               |
| Belledune River            | Belledune                            | 47° 55′ N, 65° 53′ O | regroupé à Belledune                                  |
| Belledune Settlement       | Belledune                            | 47° 50′ N, 65° 53′ O | regroupé à Guitar, lui-même regroupé à Belledune      |
| Belledune-Station          | Belledune                            | 47° 52′ N, 65° 49′ O | point ferroviaire                                     |
| Benoît                     | Tracadie                             | 47° 29′ N, 64° 58′ O | Ancien DSL                                            |
| Beresford                  | Belle-Baie                           | 47° 42′ N, 65° 42′ O | ville                                                 |
| Beresford, paroisse de     | Belle-Baie, Chaleur                  |                      | ancien DSL, paroisse civile                           |
| Beresford-Nord             | Belle-Baie                           |                      | ancienne autorité taxatrice                           |
| Beresford-Sud              | Belle-Baie                           |                      | autre nom de l'ancien DSL de la paroisse de Beresford |
| Bertrand                   | Rivière-du-Nord                      | 47° 45′ N, 65° 04′ O | Village                                               |
| Bertrand-Station           | Rivière-du-Nord                      | 47° 45′ N, 65° 05′ O | point ferroviaire                                     |
| Big Antler                 | Chaleur (district rural)             | 47° 27′ N, 66° 11′ O | lieu-dit                                              |
| Big Moose                  | Chaleur (district rural)             | 47° 32′ N, 66° 12′ O | lieu-dit                                              |
| Big Nepisiguit River East  | Bathurst                             | ?                    | village fantôme                                       |
| Big Nepisiguit River West  | Bathurst                             | ?                    | village fantôme                                       |
| Big River                  | Bathurst, Chaleur (district rural)   | 47° 34′ N, 65° 40′ O | ancien DSL                                            |
| Black Rock                 | Chaleur (district rural)             | 47° 45′ N, 65° 14′ O | hameau, ancienne autorité taxatrice                   |
| Blue Mountain Settlement   | Chaleur (district rural)             | 47° 33′ N, 65° 41′ O | hameau                                                |
| Bois-Blanc                 | Hautes-Terres                        | 47° 37′ N, 65° 05′ O | hameau                                                |
| Bois-Gagnon                | Hautes-Terres                        | 47° 31′ N, 65° 10′ O | hameau                                                |
| Boishébert                 | Tracadie                             | 47° 34′ N, 65° 00′ O | hameau                                                |
| Brideau                    | Tracadie                             | 47° 31′ N, 64° 54′ O | quartier                                              |
| Bruce                      | Chaleur (district rural)             | 47° 29′ N, 65° 38′ O | point ferroviaire                                     |
| Brunswick-Mines            | Chaleur (district rural)             | 47° 28′ N, 65° 54′ O | point ferroviaire                                     |
| Burnsville                 | Hautes-Terres                        | 47° 42′ N, 65° 09′ O | hameau, ancienne autorité taxatrice                   |
| Butte-Rapide               | Chaleur (district rural)             | 47° 21′ N, 65° 26′ O | regroupé à Jeanne-Mance                               |
| Butte-d'Or                 | Hautes-Terres                        | 47° 32′ N, 65° 12′ O | hameau                                                |
| Butternut-Village          | Chaleur (district rural)             | ?                    | village fantôme                                       |
| Canobie                    | Chaleur (district rural)             | 47° 41′ N, 65° 22′ O | hameau                                                |
| Canobie-Sud                | Chaleur (district rural)             | 47° 40′ N, 65° 20′ O | hameau                                                |
| Canton-des-Basques         | Tracadie                             | 47° 31′ N, 64° 54′ O | Hameau, autorité taxatrice                            |
| Canton-des-Richardson      | Tracadie                             | ?                    | village fantôme                                       |
| Cap-Bateau                 | Île-de-Lamèque                       | 47° 49′ N, 64° 32′ O | ancien DSL                                            |
| Caraquet                   | Caraquet                             | 47° 47′ N, 64° 57′ O | ville                                                 |
| Caraquet, paroisse de      | Caraquet, Hautes-Terres et Shippagan |                      | paroisse civile, ancien DSL                           |
| Chemin-Boudreau            | Tracadie                             | 47° 38′ N, 64° 57′ O | hameau                                                |
| Chemin-Carey               | Tracadie                             | 47° 39′ N, 64° 52′ O | hameau                                                |
| Carron Point               | Bathurst                             | 47° 39′ N, 65° 36′ O | hameau                                                |
| Chain of Rocks             | Chaleur (district rural)             | ?                    | lieu-dit                                              |
| Chaleur Beach              | Beresford                            | 47° 41′ N, 65° 40′ O | hameau                                                |
| Chamberlain Settlement     | Bathurst                             | 47° 34′ N, 65° 38′ O | hameau                                                |
| Charnisay                  | Tracadie                             | 47° 27′ N, 65° 02′ O | village fantôme                                       |
| Chemin-Coteau              | Île-de-Lamèque                       | 47° 50′ N, 64° 34′ O | ancien DSL                                            |
| Chemin-Tiley               | Hautes-Terres                        | 47° 32′ N, 65° 03′ O | hameau                                                |
| Chipagan                   | Caraquet                             |                      | village fantôme                                       |
| Chiasson                   | Île-de-Lamèque                       | 47° 44′ N, 64° 38′ O | hameau                                                |
| Chiasson-Savoy             | Île-de-Lamèque                       |                      | ancien DSL                                            |
| Clifton                    | Chaleur (district rural)             | 47° 44′ N, 65° 24′ O | hameau                                                |
| Butte-à-Japon              | Caraquet                             | 47° 46′ N, 65° 00′ O | quartier                                              |
| Butte-du-Collège           | Bathurst                             | 47° 37′ N, 65° 40′ O | regroupé à Bathurst-Ouest puis Bathurst               |
| Clearwater                 | ?                                    | ?                    | Arpenté en 1868 mais jamais colonisé.                 |
| Commeau                    | Tracadie                             | 47° 30′ N, 65° 01′ O | village fantôme                                       |
| Cowans Creek               | Caraquet                             | 47° 39′ N, 64° 55′ O | hameau                                                |
| Cross Roads                | Bathurst                             | 47° 38′ N, 65° 41′ O | quartier                                              |
| Culligan                   | Belledune                            | 47° 55′ N, 65° 56′ O | hameau                                                |
| Daigle Settlement          | Chaleur (district rural)             | 47° 36′ N, 65° 55′ O | regroupé à Upper Rosehill                             |
| Daulnay                    | Chaleur (district rural)             | 47° 25′ N, 65° 28′ O | hameau                                                |
| Dauversière                | Belle-Baie                           | 47° 46′ N, 65° 52′ O | hameau                                                |
| Dempsey Settlement         | Belledune                            | 47° 51′ N, 65° 52′ O | village fantôme                                       |
| Devereaux                  | Belle-Baie                           | 47° 49′ N, 65° 44′ O | hameau                                                |
| Dignard                    | Tracadie                             | 47° 31′ N, 64° 54′ O | regroupé à Tracadie                                   |
| Doucetville                | Hautes-Terres                        | 47° 40′ N, 65° 18′ O | regroupé à Rocheville                                 |
| Dugas                      | Rivière-du-Nord                      | 47° 48′ N, 65° 07′ O | Ancien DSL                                            |
| Duguayville                | Hautes-Terres                        | 47° 36′ N, 65° 03′ O | hameau                                                |
| Dunlop                     | Belle-Baie                           | 47° 41′ N, 65° 44′ O | ancien DSL                                            |
| Elmtree                    | Belle-Baie                           | 47° 48′ N, 65° 45′ O | ancienne gare                                         |
| Évangéline                 | Caraquet, Shippagan                  | 47° 42′ N, 64° 51′ O | Ancien DSL                                            |
| Ferguson                   | Tracadie                             | 47° 37′ N, 64° 52′ O | ancienne gare                                         |
| Four Roads                 | Tracadie                             | 47° 36′ N, 64° 49′ O | hameau                                                |
| Free Grant                 | Belle-Baie                           | 47° 44′ N, 65° 51′ O | hameau                                                |
| Garryowen Settlement       | Caraquet                             | ?                    | village fantôme                                       |
| Gaspereau                  | Tracadie                             | 47° 36′ N, 64° 58′ O | hameau                                                |
| Gauvreau                   | Tracadie                             | 47° 32′ N, 64° 59′ O | hameau                                                |
| Glen Anglin                | Chaleur (district rural)             | 47° 41′ N, 65° 29′ O | regroupé à Salmon Beach                               |
| Gloucester-Jonction        | Bathurst                             | 47° 33′ N, 65° 39′ O | hameau                                                |
| Goodwin Mill               | Chaleur (district rural)             | 47° 33′ N, 65° 33′ O | hameau                                                |
| Gould Grant                | Bathurst                             | ?                    | hameau                                                |
| Grande-Anse                | Rivière-du-Nord                      | 47° 48′ N, 65° 11′ O | Village                                               |
| Grande-Plaine              | Péninsule acadienne (district rural) | 47° 59′ N, 64° 32′ O | hameau                                                |
| Green Anglin               | Chaleur (district rural)             | 47° 40′ N, 65° 32′ O | regroupé à Salmon Beach                               |
| Green Point                | Belle-Baie                           | 47° 51′ N, 65° 46′ O | point ferroviaire                                     |
| Green Point Settlement     | Tracadie                             | 47° 36′ N, 64° 49′ O | regroupé à Four Roads                                 |
| Guitar                     | Belledune                            | 47° 50′ N, 65° 53′ O | regroupé à Belledune                                  |
| Haché Road                 | Caraquet                             | 47° 42′ N, 64° 56′ O | hameau                                                |
| Hachey Siding              | Chaleur (district rural)             | 47° 36′ N, 65° 48′ O | point ferroviaire                                     |
| Hacheyville                | Hautes-Terres                        | 47° 35′ N, 65° 03′ O | hameau                                                |
| Hachi                      | Île-de-Lamèque                       | 47° 48′ N, 64° 34′ O | regroupé à Saint-Raphaël-sur-Mer                      |
| Haut-Bertrand              | Rivière-du-Nord                      | 47° 43′ N, 65° 07′ O | hameau                                                |
| Haut-Caraquet              | Caraquet, Rivière-du-Nord            | 47° 46′ N, 65° 03′ O | quartier                                              |
| Haut-Lamèque               | Île-de-Lamèque                       | 47° 47′ N, 64° 37′ O | ancien DSL                                            |
| Haut-Paquetville           | Hautes-Terres                        | 47° 40′ N, 65° 09′ O | hameau                                                |
| Haut-Pokemouche            | Caraquet                             | 47° 41′ N, 64° 53′ O | hameau                                                |
| Haut-Saint-Isidore         | Hautes-Terres                        | 47° 33′ N, 65° 06′ O | hameau                                                |
| Haut-Saint-Simon           | Caraquet                             | 47° 44′ N, 64° 50′ O | hameau                                                |
| Haut-Sainte-Rose           | Tracadie                             | 47° 37′ N, 65° 00′ O | hameau                                                |
| Haut-Sheila                | Tracadie                             | 47° 28′ N, 64° 56′ O | Ancien DSL                                            |
| Haut-Shippagan             | Shippagan                            | 47° 45′ N, 64° 46′ O | ancien DSL                                            |
| Haut-Chemin-Tiley          | Hautes-Terres                        | 47° 31′ N, 65° 07′ O | hameau                                                |
| Haut-Grande-Anse           | Rivière-du-Nord                      | ?                    | quartier                                              |
| Haut-Nigadoo               | Belle-Baie                           | 47° 44′ N, 65° 44′ O | regroupé à Nigadoo                                    |
| Havre-de-Miscou            | Péninsule acadienne (district rural) | 47° 54′ N, 64° 35′ O | hameau                                                |
| Herring Point              | Péninsule acadienne (district rural) | 47° 54′ N, 64° 36′ O | lieu-dit                                              |
| Hodgin                     | Belledune                            | 47° 54′ N, 65° 53′ O | hameau                                                |
| Île-de-Caraquet            | Caraquet                             | 47° 49′ N, 64° 53′ O | village fantôme                                       |
| Îlette-de-Pokesudie        | Caraquet                             | 47° 46′ N, 64° 46′ O | village fantôme                                       |
| Île-à-Zacharie             | Caraquet                             | 47° 46′ N, 64° 46′ O | Ancien nom de l'îlette de Pokesudie                   |
| Imhoff                     | Chaleur                              | 47° 35′ N, 65° 54′ O | regroupé à Tétagouche-Sud                             |
| Inkerman                   | Shippagan                            | 47° 40′ N, 64° 50′ O | ancien DSL                                            |
| Inkerman-Ferry             | Shippagan                            | 47° 41′ N, 64° 49′ O | hameau                                                |
| Irvco                      | Belledune                            | 47° 52′ N, 65° 52′ O | point ferroviaire                                     |
| Janeville                  | Chaleur (district rural)             | 47° 41′ N, 65° 26′ O | hameau                                                |
| Jeanne-Mance               | Chaleur (district rural)             | 47° 21′ N, 65° 26′ O | hameau                                                |
| Johnson                    | Chaleur (district rural)             | 47° 42′ N, 65° 09′ O | ancienne gare                                         |
| Kanes                      | Chaleur (district rural)             | 47° 35′ N, 65° 52′ O | regroupé à Tétagouche-Sud                             |
| Lamèque                    | Île-de-Lamèque                       | 47° 47′ N, 64° 38′ O | ville                                                 |
| Landry                     | Caraquet                             | 47° 40′ N, 64° 57′ O | district de services locaux                           |
| Laplante                   | Belle-Baie                           | 47° 46′ N, 65° 47′ O | district de services locaux                           |
| Lawson Brook Siding        | Chaleur (district rural)             | 47° 25′ N, 65° 39′ O | point ferroviaire                                     |
| La Chaloupe                | Caraquet                             | 47° 46′ N, 64° 47′ O | lieu-dit                                              |
| Le Bouthillier             | Caraquet                             | 47° 48′ N, 64° 55′ O | quartier                                              |
| Le Goulet                  | Shippagan                            | 47° 42′ N, 64° 43′ O | village                                               |
| Leech                      | Tracadie                             | 47° 27′ N, 64° 59′ O | Ancien DSL                                            |
| Legresley                  | Chaleur (district rural)             | 47° 34′ N, 65° 47′ O | hameau                                                |
| Lincour                    | Belle-Baie                           | 47° 39′ N, 65° 53′ O | hameau                                                |
| Lobster Beach              | Rivière-du-Nord                      | 47° 50′ N, 65° 08′ O | regroupé à Anse-Bleue                                 |
| Losier Settlement          | Tracadie                             | 47° 34′ N, 64° 56′ O | hameau                                                |
| Lounger                    | Belle-Baie                           | ?                    | village fantôme                                       |
| Lower Coteau Road          | Chemin-Coteau                        | ?                    | regroupé à Chemin-Coteau                              |
| Lugar                      | Belle-Baie                           | 47° 40′ N, 65° 49′ O | hameau                                                |
| Madran                     | Belle-Baie                           | 47° 49′ N, 65° 46′ O | ancien DSL                                            |
| Maisonnette                | Rivière-du-Nord                      | 47° 49′ N, 65° 00′ O | Village                                               |
| Maltempèque                | Hautes-Terres                        | 47° 40′ N, 65° 00′ O | Ancien DSL                                            |
| Marsoliau                  | Caraquet                             | 47° 43′ N, 65° 01′ O | hameau                                                |
| Massabielle                | Belle-Baie                           | 47° 41′ N, 65° 57′ O | hameau                                                |
| Middle Caraquet            | Caraquet                             | 47° 48′ N, 64° 52′ O | regroupé à Le Bouthillier                             |
| Middle Landing             | Chaleur (district rural)             | 47° 27′ N, 65° 42′ O | débarcadère                                           |
| Middle River               | Bathurst                             | 47° 36′ N, 65° 40′ O | quartier                                              |
| Miller Brook               | Chaleur (district rural)             | 47° 40′ N, 65° 29′ O | hameau                                                |
| Milton Brae                | Chaleur (district rural)             | 47° 36′ N, 65° 49′ O | regroupé à Tétagouche-Sud                             |
| Miramichi Road             | Bathurst                             | 47° 36′ N, 65° 39′ O | hameau                                                |
| Miscou                     | Péninsule acadienne (district rural) |                      | ancien DSL                                            |
| Miscou-Centre              | Péninsule acadienne (district rural) | 47° 57′ N, 64° 34′ O | hameau                                                |
| Moody's                    | Bathurst                             | 47° 36′ N, 65° 39′ O | regroupé à Bathurst                                   |
| Morais                     | Caraquet                             | 47° 46′ N, 64° 48′ O | hameau                                                |
| Mount Pleasant             | Chaleur (district rural)             | 47° 40′ N, 65° 32′ O | regroupé à Salmon Beach                               |
| Nepisiguit Junction        | Bathurst                             | 47° 33′ N, 65° 40′ O | point ferroviaire                                     |
| New Bandon                 | Chaleur (district rural)             | 47° 45′ N, 65° 19′ O | hameau                                                |
| Nicholas-Denys             | Belle-Baie                           | 47° 42′ N, 65° 53′ O | hameau, autorité taxatrice                            |
| Nigadoo                    | Belle-Baie                           | 47° 44′ N, 65° 44′ O | village                                               |
| Notre-Dame-des-Érables     | Hautes-Terres                        | 47° 38′ N, 65° 14′ O | Ancien DSL                                            |
| Ottawa Road                | Chaleur (district rural)             | 47° 33′ N, 65° 52′ O | lieu-dit                                              |
| Pabineau 11                | -                                    | 47° 32′ N, 65° 40′ O | réserve indienne                                      |
| Paquetville                | Hautes-Terres                        | 47° 40′ N, 65° 06′ O | village                                               |
| Parkwood Heights           | Bathurst                             | 47° 36′ N, 65° 39′ O | quartier                                              |
| Péninsule acadienne        | Péninsule acadienne (district rural) | 47° 40′ N, 65° 42′ O | District rural                                        |
| Peters River               | Belle-Baie                           | 47° 40′ N, 65° 42′ O | quartier                                              |
| Petit-Gaspereau            | Tracadie                             | 47° 33′ N, 64° 57′ O | hameau                                                |
| Petit-Paquetville          | Hautes-Terres                        | 47° 42′ N, 65° 05′ O | hameau                                                |
| Petit-Pokmouche            | Shippagan                            |                      | Autre nom de Baie-du-Petit-Pokemouche                 |
| Petit-Rocher               | Belle-Baie                           | 47° 47′ N, 65° 43′ O | village                                               |
| Petit-Rocher-Nord          | Belle-Baie                           | 47° 48′ N, 65° 44′ O | district de services locaux                           |
| Petit-Rocher-Ouest         | Belle-Baie                           | 47° 46′ N, 65° 45′ O | hameau, autorité taxatrice                            |
| Petit-Rocher-Sud           | Belle-Baie                           | 47° 46′ N, 65° 43′ O | ancien DSL                                            |
| Petit-Shippagan            | Île-de-Lamèque                       | 47° 53′ N, 64° 36′ O | hameau                                                |
| Petit-Tracadie             | Tracadie                             | 47° 32′ N, 64° 57′ O | hameau                                                |
| Petite-Lamèque             | Île-de-Lamèque                       | 47° 49′ N, 64° 42′ O | ancien DSL                                            |
| Petite-Rivière-de-l'Île    | Île-de-Lamèque                       | 47° 52′ N, 64° 38′ O | hameau                                                |
| Phare-de-Miscou            | Péninsule acadienne (district rural) | 48° 01′ N, 64° 31′ O | hameau                                                |
| Pichiguy                   | ?                                    | ?                    | Peut-être un ancien nom de Caraquet ou de Bathurst    |
| Pigeon Hill                | Île-de-Lamèque                       | 47° 51′ N, 64° 31′ O | ancien DSL                                            |
| Pitre Road                 | Chaleur (district rural)             | 47° 35′ N, 65° 52′ O | regroupé à Tétagouche-Sud                             |
| Pointe-à-Bouleau           | Tracadie                             | 47° 30′ N, 64° 53′ O | Ancien DSL                                            |
| Pointe-à-Tom               | Tracadie                             | 47° 27′ N, 64° 56′ O | hameau                                                |
| Pointe-des-Robichaud       | Tracadie                             | 47° 28′ N, 64° 54′ O | hameau                                                |
| Pointe-Alexandre           | Île-de-Lamèque                       | 47° 48′ N, 64° 40′ O | ancien DSL                                            |
| Pointe-Brûlée              | Shippagan                            | 47° 45′ N, 64° 44′ O | ancien DSL                                            |
| Pointe-Canot               | Île-de-Lamèque                       | 47° 50′ N, 64° 42′ O | ancien DSL                                            |
| Pointe-Rocheuse            | Caraquet                             | 47° 47′ N, 64° 58′ O | quartier                                              |
| Pointe-Sauvage             | Shippagan                            | 47° 44′ N, 64° 41′ O | ancien DSL                                            |
| Pointe-Verte               | Belle-Baie                           | 47° 51′ N, 65° 46′ O | village                                               |
| Pointe-des-Ferguson        | Tracadie                             | 47° 28′ N, 64° 54′ O | quartier                                              |
| Poirier Subdivision        | Bathurst                             | 47° 17′ N, 64° 48′ O | hameau                                                |
| Pokemouche                 | Caraquet                             | 47° 40′ N, 64° 53′ O | Ancien DSL                                            |
| Pokemouche 13              | Pokemouche 13                        | 47° 39′ N, 64° 59′ O | réserve indienne                                      |
| Pokemouche Junction        | Shippagan                            | 47° 41′ N, 64° 49′ O | point ferroviaire                                     |
| Pokemouche Landing         | Hautes-Terres                        | 47° 31′ N, 65° 13′ O | lieu-dit                                              |
| Pokeshaw                   | Chaleur (district rural)             | 47° 47′ N, 65° 15′ O | hameau, autorité taxatrice                            |
| Pokesudie                  | Caraquet                             | 47° 48′ N, 64° 46′ O | Ancien DSL                                            |
| Pont-Lafrance              | Tracadie                             | 47° 27′ N, 64° 59′ O | Ancien DSL                                            |
| Pont-Landry                | Tracadie                             | 47° 35′ N, 64° 57′ O | Ancien DSL                                            |
| Pont-Rouge                 | Rivière-du-Nord                      | 47° 46′ N, 65° 04′ O | hameau                                                |
| Poplar Grove               | Belle-Baie                           | ?                    | village fantôme                                       |
| Portage                    | Rivière-du-Nord                      | ?                    | village fantôme                                       |
| Portage-de-Shippagan       | Shippagan                            | 47° 44′ N, 64° 44′ O | quartier                                              |
| Prospect Hill              | Chaleur (district rural)             | 47° 40′ N, 65° 32′ O | regroupé à Salmon Beach                               |
| Rang-Saint-Georges         | Hautes-Terres                        | 47° 39′ N, 65° 06′ O | hameau                                                |
| Red Pine                   | Chaleur (district rural)             | 47° 26′ N, 65° 38′ O | lieu-dit                                              |
| Richards                   | Tracadie                             | 47° 27′ N, 64° 55′ O | regroupé à Tracadie Beach                             |
| Rio Grande                 | Chaleur (district rural)             | 47° 34′ N, 65° 47′ O | hameau                                                |
| Riordon                    | Chaleur (district rural)             | 47° 47′ N, 65° 15′ O | regroupé à Pokeshaw                                   |
| Rivière-à-la-Truite        | Tracadie                             | 47° 31′ N, 64° 58′ O | Ancien DSL                                            |
| Rivière-du-Nord            | Rivière-du-Nord                      | 47° 47′ N, 65° 06′ O | village historique                                    |
| Robertville                | Belle-Baie                           | 47° 42′ N, 65° 46′ O | district de services locaux                           |
| Robichaud                  | Tracadie                             | 47° 29′ N, 64° 55′ O | regroupé à Sheila                                     |
| Rocheville                 | Hautes-Terres                        | 47° 40′ N, 65° 18′ O | hameau                                                |
| Rosehill                   | Chaleur (district rural)             | 47° 36′ N, 65° 50′ O | hameau                                                |
| Rough Waters               | Bathurst                             | 47° 35′ N, 65° 39′ O | hameau                                                |
| Roy Settlement             | Bathurst                             | 47° 38′ N, 65° 36′ O | hameau                                                |
| Russell                    | Chaleur (district rural)             | 47° 22′ N, 65° 38′ O | lieu-dit                                              |
| Saint-Amateur              | Hautes-Terres                        | 47° 41′ N, 65° 11′ O | hameau                                                |
| Saint-Charles              | Belle-Baie                           | 47° 41′ N, 65° 50′ O | regroupé à Val-Michaud                                |
| Saint-Georges              | Belle-Baie                           | 47° 40′ N, 65° 49′ O | hameau                                                |
| Saint-Irénée               | Tracadie                             | 47° 30′ N, 65° 00′ O | hameau                                                |
| Saint-Isidore              | Hautes-Terres                        | 47° 33′ N, 65° 03′ O | village                                               |
| Saint-Isidore, paroisse de | Hautes-Terres                        |                      | Paroisse civile, ancien DSL                           |
| Saint-Isidore-Station      | Tracadie                             | 47° 35′ N, 64° 55′ O | lieu-dit                                              |
| Saint-Laurent              | Belle-Baie                           | 47° 44′ N, 65° 47′ O | hameau, ancienne autorité taxatrice                   |
| Saint-Léolin               | Rivière-du-Nord                      | 47° 46′ N, 65° 10′ O | village                                               |
| Saint-Pierre               | Tracadie                             | 47° 39′ N, 64° 52′ O | village fantôme                                       |
| Saint-Pons                 | Tracadie                             | 47° 29′ N, 64° 58′ O | Ancien DSL                                            |
| Saint-Raphaël-sur-Mer      | Île-de-Lamèque                       | 47° 48′ N, 64° 34′ O | quartier                                              |
| Saint-Regmond              | Tracadie                             | 47° 44′ N, 65° 44′ O | regroupé à Pont-Landry                                |
| Saint-Sauveur              | Hautes-Terres                        | 47° 31′ N, 65° 17′ O | Ancien DSL                                            |
| Saint-Simon                | Caraquet                             | 47° 44′ N, 64° 50′ O | Ancien DSL                                            |
| Saint-Simon-Centre         | Caraquet                             | 47° 44′ N, 64° 50′ O | hameau                                                |
| Sainte-Anne                | Bathurst                             | 47° 38′ N, 65° 43′ O | Quartier                                              |
| Sainte-Anne-du-Bocage      | Caraquet                             | 47° 46′ N, 65° 01′ O | quartier                                              |
| Sainte-Cécile              | Île-de-Lamèque                       | 47° 52′ N, 64° 40′ O | Ancien DSL                                            |
| Sainte-Louise              | Belle-Baie                           | 47° 41′ N, 65° 47′ O | hameau                                                |
| Sainte-Marie               | Bathurst                             | 47° 36′ N, 65° 38′ O | quartier                                              |
| Sainte-Marie–Saint-Raphaël | Île-de-Lamèque                       | 47° 47′ N, 64° 34′ O | village                                               |
| Sainte-Marie-sur-Mer       | Île-de-Lamèque                       | 47° 47′ N, 64° 34′ O | quartier                                              |
| Sainte-Rose                | Tracadie                             | 47° 37′ N, 64° 56′ O | Ancien DSL                                            |
| Sainte-Rosette             | Belle-Baie                           | 47° 43′ N, 65° 48′ O | hameau                                                |
| Sainte-Thérèse             | ?                                    |                      | village fantôme                                       |
| Salmon Beach               | Chaleur (district rural)             | 47° 40′ N, 65° 32′ O | hameau                                                |
| Sand Hill                  | Bathurst                             | 47° 38′ N, 65° 37′ O | hameau                                                |
| Saumarez                   | Tracadie                             | 47° 30′ N, 64° 56′ O | Ancien DSL                                            |
| Saumarez, paroisse de      | Tracadie                             |                      | Paroisse civile, ancien DSL                           |
| Savoie Landing             | Île-de-Lamèque                       | 47° 45′ N, 64° 41′ O | hameau                                                |
| Scotch Settlement          | Belle-Baie                           | 47° 41′ N, 65° 44′ O | regroupé à Dunlop                                     |
| Sewell Brook               | Hautes-Terres                        | 47° 33′ N, 65° 06′ O | regroupé à Haut-Saint-Isidore                         |
| Sewellville                | Caraquet                             | 47° 47′ N, 64° 48′ O | village fantôme                                       |
| Sheila                     | Tracadie                             | 47° 29′ N, 64° 55′ O | quartier                                              |
| Shippagan                  | Shippagan                            | 47° 44′ N, 64° 42′ O | ville                                                 |
| Shippagan, paroisse de     | Île-de-Lamèque, Shippagan            |                      | paroisse civile, ancien DSL                           |
| Shippagan–Pointe-Alexandre | Île-de-Lamèque                       |                      | ancienne autorité taxatrice                           |
| Shippegan Gully Road       | Shippagan                            | 47° 43′ N, 64° 45′ O | regroupé à Le Goulet                                  |
| Six Roads                  | Tracadie                             | 47° 37′ N, 64° 52′ O | Ancien DSL                                            |
| Sonier                     | Tracadie                             | 47° 30′ N, 65° 00′ O | regroupé à Saint-Irénée                               |
| Sormany                    | Belle-Baie                           | 47° 40′ N, 65° 52′ O | hameau                                                |
| South River                | Caraquet                             | 47° 39′ N, 64° 52′ O | hameau                                                |
| Springfield Settlement     | Chaleur (district rural)             | 47° 40′ N, 65° 23′ O | hameau                                                |
| Spruce Brook               | Hautes-Terres                        | 47° 34′ N, 65° 07′ O | hameau                                                |
| St. Joseph Settlement      | Rivière-du-Nord                      | 47° 46′ N, 65° 11′ O | regroupé à Saint-Léolin                               |
| St. Paul District          | Rivière-du-Nord                      | ?                    |                                                       |
| St. Peters                 | Bathurst                             | 47° 36′ N, 65° 39′ O | regroupé à Bathurst                                   |
| Stonehaven                 | Chaleur (district rural)             | 47° 45′ N, 65° 22′ O | hameau                                                |
| Strawberry Plain           | Chaleur (district rural)             | 47° 40′ N, 65° 32′ O | regroupé à Salmon Beach                               |
| Tabuncintac River          | Chaleur (district rural)             | ?                    | village fantôme                                       |
| Tetagouche Hill            | Bathurst                             | 47° 39′ N, 65° 41′ O | quartier                                              |
| Tétagouche-Nord            | Bathurst, Belle-Baie                 | 47° 38′ N, 65° 47′ O | ancien DSL                                            |
| Tétagouche-Sud             | Chaleur (district rural)             | 47° 36′ N, 65° 49′ O | hameau                                                |
| Thériault                  | Rivière-du-Nord                      | 47° 44′ N, 65° 03′ O | hameau                                                |
| Tracadie                   | Tracadie                             | 47° 31′ N, 64° 54′ O | quartier                                              |
| Tracadie Beach             | Tracadie                             | 47° 27′ N, 64° 55′ O | hameau                                                |
| Tracadie Camp              | Tracadie                             | 47° 27′ N, 65° 01′ O | Ancienne base militaire                               |
| Tracadie Mills             | Tracadie                             |                      | regroupé à Tracadie                                   |
| Tracadie-Sheila            | Tracadie                             | 47° 30′ N, 64° 55′ O | Ancienne ville                                        |
| Tremblay                   | Belle-Baie                           | 47° 45′ N, 65° 45′ O | ancien DSL                                            |
| Trudel                     | Hautes-Terres                        | 47° 41′ N, 65° 08′ O | hameau                                                |
| Turgeon                    | Belledune                            | 47° 54′ N, 65° 51′ O | village fantôme                                       |
| Upper Rosehill             | Chaleur (district rural)             | 47° 36′ N, 65° 55′ O | hameau                                                |
| Upper Tilley Road          | Hautes-Terres                        |                      | hameau                                                |
| Val-Comeau                 | Tracadie                             | 47° 28′ N, 64° 53′ O | Ancien DSL                                            |
| Val-Doucet                 | Hautes-Terres                        | 47° 37′ N, 65° 13′ O | hameau                                                |
| Val-Michaud                | Belle-Baie                           | 47° 41′ N, 65° 50′ O | hameau                                                |
| Vallée-Lourdes             | Bathurst                             | 47° 39′ N, 65° 42′ O | quartier                                              |
| Veniot                     | Hautes-Terres                        | 47° 30′ N, 65° 23′ O | regroupé à Allardville-Est                            |
| Village-Blanchard          | Caraquet                             | 47° 44′ N, 64° 54′ O | Ancien DSL                                            |
| Village-des-Poirier        | Rivière-du-Nord                      | 47° 48′ N, 65° 03′ O | Ancien DSL                                            |
| Village historique acadien | Rivière-du-Nord                      | 47° 47′ N, 65° 06′ O | village historique                                    |
| Village-Saint-Paul         | Rivière-du-Nord                      | 47° 47′ N, 65° 09′ O | hameau                                                |
| Waterloo Settlement        | Rivière-du-Nord                      | 47° 47′ N, 65° 05′ O | village fantôme                                       |
| Wilson Point               | Péninsule acadienne (district rural) | 47° 56′ N, 64° 29′ O | hameau                                                |
| Youghall                   | Bathurst                             | 47° 40′ N, 65° 38′ O | quartier                                              |